# Ismet Mujezinović

Ismet Mujezinović (Tuzla, 2. prosinca 1907. – Tuzla, 7. siječnja 1984.), bosanskohercegovački je slikar bošnjačkog podrijetla.

## Životopis
Ismet Mujezinović je rođen 2. prosinca 1907. u Tuzli. Završio Likovnu akademiju u Zagrebu, a po njenom završetku boravi u Francuskoj, gdje pohađa povijesti umjetnosti na Sorbonne. U listopadu 1926. priređuje prvu samostalnu izložbu u Sarajevu. Prvu značajnu cjelinu slika, s povijesno-kritičkog aspekta, sačinjavaju platna naslikana u tada aktualnoj konstruktivnoj formi, a među ovim ono najbolje u okviru takvog shvaćanja Mujezinović je postigao na portretima porodice Čaldarović, slikanim 1927. godine za vrijeme ljetnih raspusta u Bijeljini. U Beogradu je prvi put izlagao 1930. godine. Dvije godine boravka u Parizu, od 1931. do 1933, ne mogu se pratiti na uobičajen način iako je Mujezinović tada, kao i prije i kasnije, bio veoma produktivan. Nije mnogo slikao. Proširio je svoje interesiranje na druge oblasti naročito na književnost, kazalište i film, te studirao povijest umjetnosti. Prije povratka u Sarajevo, gdje će se konačno nastaniti od 1936. godine, Mujezinović se zadržava u Zagrebu, na Akademiji 1933. i u Splitu 1935. godine. Od 1947. godine usredotočio se na jednu veliku temu: Prelaz preko Neretve, kojoj će sve ostalo biti podređeno. Završavajući veliki ciklus Prelaz preko Neretve s još jednom isto tako velikom slikom Ustanka, Mujezinović je završavao i svoj boravak u Sarajevu koje napušta 1953. i preseljava se u rodnu Tuzlu. 
Imao je izložbe i u Jugoslaviji i u inozemstvu. Na temu NOB-a je izradio veliki broj uljanih kompozicija i crteža. Mujezinovićevi radovi nalaze se po umjetničkim galerijama, muzejima, javnim zgradama u Bosni i Hercegovini i u privatnim zbirkama. Iza sebe je ostavio izuzetne crteže, akvarele, grafike i platna, nastala u periodu od 1925. do kraja osmog desetljeća 20. stoljeća. Godine 1964., s Mevludinom Ekmečićem, osnovao je Galeriju istaknutih ličnosti odnosno Galeriju jugoslavenskog portreta, prvu i jedinu takve vrste na prostorima SFR Jugoslavije. Bio je član Akademije nauka i umjetnosti Bosne i Hercegovine, te jedan od osnivača Škole za likovne umjetnosti u Sarajevu, grupe Collegium Artisticum i Udruge likovnih umjetnika Bosne i Hercegovine. Bio je dio društva najznačajnijih bosanskohercegovačkih umjetnika: Voje Dimitrijevića, Mice Todorović, Danijela Ozme i Romana Petrovića.
Umro je u Tuzli 7. siječnja 1984. godine. U njegovu čast, međunarodni atelje, te jedna od dvije tuzlanske gimnazije nosi ime Ismeta Mujezinovića.

## Stvaralaštvo
Od trenutka kada je ušao u umjetnički život pa do kraja njegovog života smijenila su se tri različita razdoblja bosanskohercegovačke novije povijesti kojima odgovaraju tri jasna perioda i opusa Ismeta Mujezinovića: prvi – koji traje od prve samostalne izložbe 1926. godine do 1941. pun promjena, sazrijevanja, djelovanja na više područja, period humanističkog i ideološkog opredjeljenja i najzad, sjajnog kolorističkog procvata koji se završava 1941. godine, izbijanjem rata; zatim ratni, koji traje četiri godine. I treći, poslijeratni, period velikih pothvata, ciklusa, široke društvene afirmacije, period plodnih godina rada.
Kao prva i značajna djela Ismeta Mujezinovića spominju se portreti seljaka, staraca, slikani pastelom. Tijekom desetak godina djelovanja, kretanja i traganja od Pariza, Zagreba, Bijeljine, Splita, Gradca, Tuzle, Beograda do Sarajeva i odlaska u NOR, Mujezinović je u tom periodu stvorio dvije jasne cjeline: jednu čine brojni crteži izrazitog kvaliteta i aktualnosti, a drugu slike nastale iz potrebe da se zadovolje mecene, klijentela, sredina i ublaže vlastite materijalne potrebe. 
U predratnom opusu, javlja se treća linija u njegovom slikarstvu. To je bio poetski realizam, pa intimizam i kolorizam koji prosto rastapaju socijalnu i idejnu sadržinu dovodeći do čistog kolorističkog slikarstva, ne promjenom stava, koliko nekim dualističkim procesom do smjene angažirane umjetnosti, umjetnošću boje, - do l’art pour l’arta. Prve slike iz rane 1945. najčešće s temom zbjega slikane su nekom svježom zelenom gamom u neoromantičnom duhu koji podsjeća na predratne slike. Na prvim izložbama ULUBiH-a, njegovi crteži, studije i slike privlače najveću pažnju. Ali, bilo je i kritika. Mujezinoviću su zamjerili, nasuprot ostalim, da slika "jakim bojama", u živom koloritu.

## Djela
- Žetelice
- Užina na radilištu
- Portret Marije
- Portret Romana Petrovića
- Kurir, crtež perom, tuš
- Portret maršala Tita, linorez u boji
- Prelaz preko Neretve
- Proboj
- Nošenje ranjenika
- Prsa u prsa, crtež

## Nagrade
- 1979. - Šestotravanjske nagrada grada Sarajeva;

## Vanjske povezice
- Napredak - Ismet Mujezinović  Arhivirana inačica izvorne stranice od 4. ožujka 2016. (Wayback Machine)